# Jaskinia Krecia
Jaskinia Krecia – jaskinia typu schronisko w orograficznie lewych zboczach Doliny Kluczwody w granicach wsi Wierzchowie, w gminie Wielka Wieś w powiecie krakowskim, w województwie małopolskim. Pod względem geograficznym jest to obszar Wyżyny Olkuskiej wchodzący w skład Wyżyny Krakowsko-Częstochowskiej.

## Opis obiektu
Jaskinia znajduje się na wzniesieniu Berdo w skale, która na mapie Geoportalu ma nazwę Dzika Turniczka. Jaskinia ma kilka otworów i postać bardzo ciasnej i meandrującej rury skalnej. Powstała w późnojurajskich wapieniach skalistych wskutek przepływu wód w strefie freatycznej. Świadczą o tym ogładzone ściany z zagłębieniami wirowymi. Brak nacieków, ale na ścianach występują czarne naloty. Namulisko jaskiniowe skąpe, złożone z gliny i próchnicy. W środku wahania temperatury są mniejsze, niż na zewnątrz, jaskinia ma więc swój mikroklimat. Zimą wymarza tylko w pobliżu otworów. Jest całkowicie ciemna, brak w niej roślin, zwierząt nie.
Jaskinia znana od dawna. Po raz pierwszy wymienił ją M. przez Czepiel w 1977 r., znalazła się także w wykazie A. Górnego i M. Szelerewicza w 1986 r. Na mapie topo w tej lokalizacji zaznaczono ją jako jaskinię o nazwie Dziurawiec.

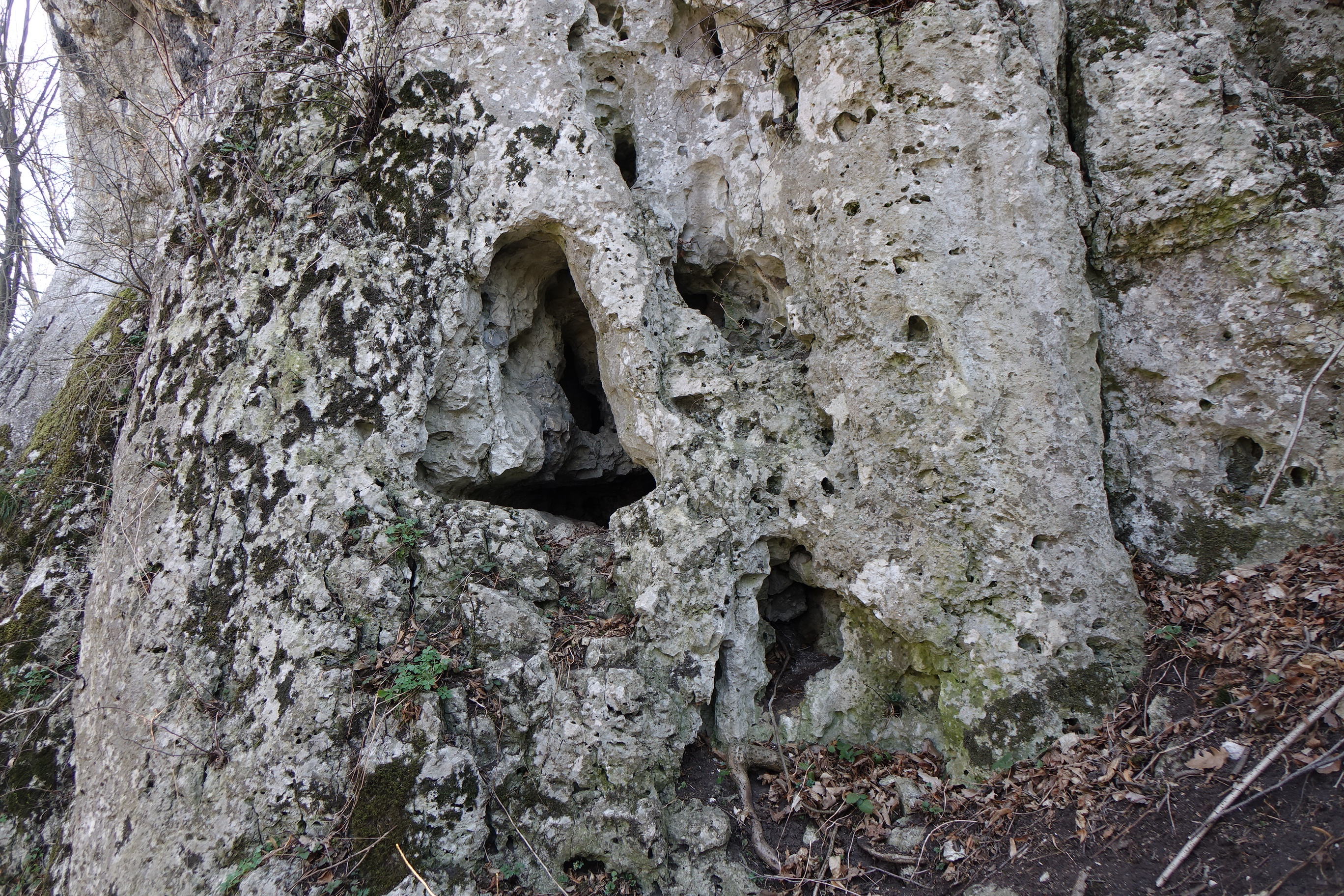
Otwory południowo-wschodnie
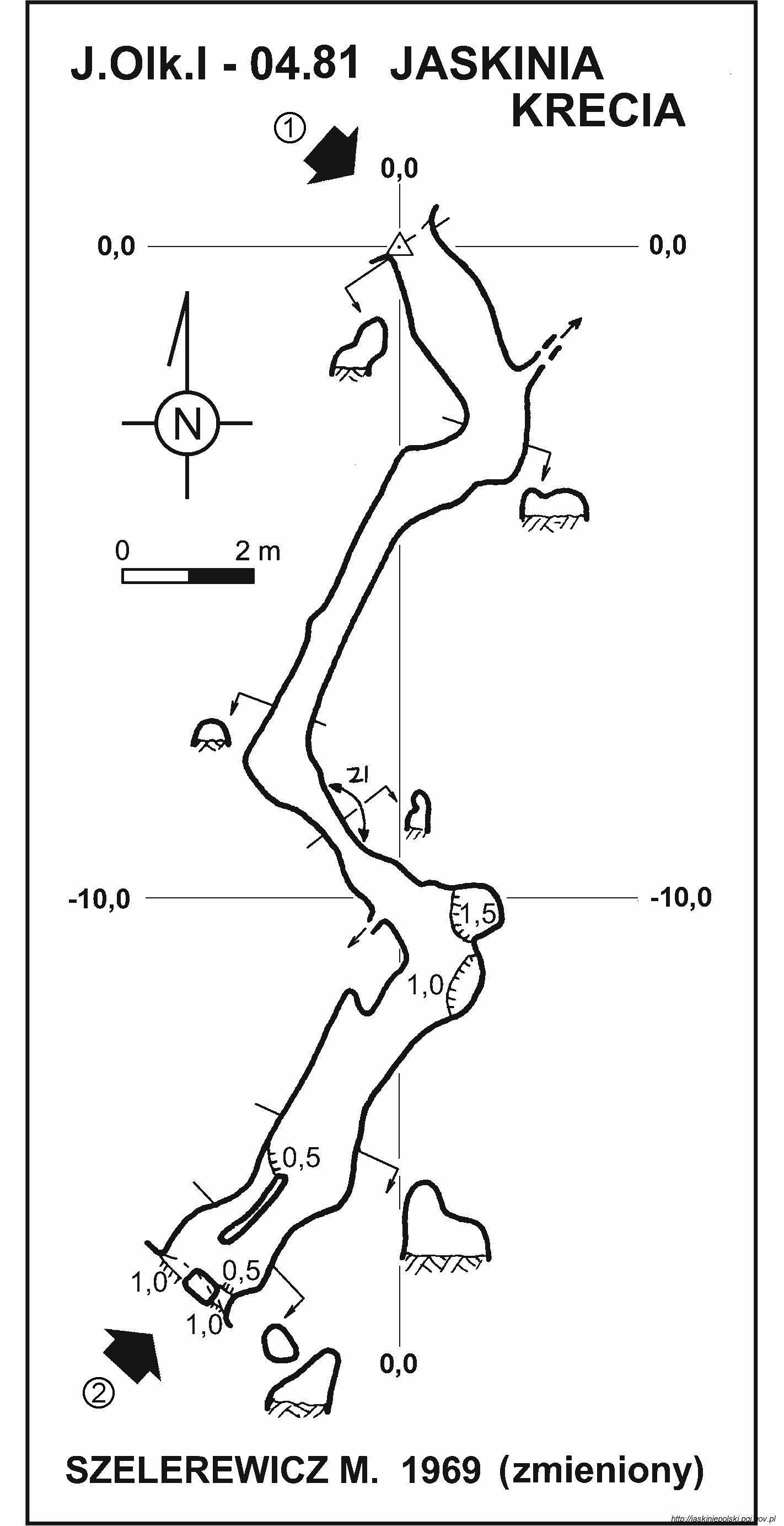
Plan